# タイグ・ファーロング
タイグ・ファーロング（Tadhg Furlong、1992年11月14日 - ）は、ユナイテッド・ラグビー・チャンピオンシップ、レンスターに所属するラグビーユニオン選手。

## プロフィール
- アイルランド・ウェックスフォード出身。
- ポジションはプロップ(PR)。
- 身長 183cm、体重 122kg
- U20アイルランド代表に選ばれたことがある[1]。
- アイルランド代表キャップは62（2022年11月現在）でラグビーワールドカップ2015・ラグビーワールドカップ2019のアイルランド代表に選ばれた[2]。
- ブリティッシュ・アンド・アイリッシュ・ライオンズに選ばれたことがある[3]。

## 略歴
2013年、レンスターに加入。 

## 受賞歴
- ワールドラグビー男子15人制ドリームチーム:2021年[5]・2022年[6]